# Detlef Wiedeke
Detlef Wiedeke (ur. 5 lipca 1950) – niemiecki wokalista, kompozytor i producent.
W latach 1984–2000 współpracował z Dieterem Bohlenem dla którego śpiewał w chórkach w Modern Talking oraz Blue System. Od 2003 roku należy do projektu muzycznego Systems in Blue.